# Seppe repülőtér
A Seppe repülőtér (IATA: nincs, ICAO: EHSE) általános repülőtér Bosschenhoofdban, Hollandiában. 

## Futópályák
A repülőtér futópályái:
- 07/25

## Forgalom
Az utasforgalom az elmúlt években az alábbi módon változott: